# Književnost u 1749.
◄◄ | ◄ | 1746. | 1747. | 1748. | 1749.  | 1750. | 1751. | 1752. | ► | ►►
Arhitektura • Astronomija • Biologija • Glazba • Kazalište • Kemija • Kiparstvo • Knjige • Književnost • Kršćanstvo • Medicina • Politika • Pravo • Promet • Slikarstvo • Znanost
Književnost u 1749.

## Svijet

### Rođenja
- 28. kolovoza – Johann Wolfgang von Goethe, njemački književnik († 1832.)

## Vanjske poveznice
|  | Zajednički poslužitelj ima još gradiva o temi Književnost u 1749. |